# دانبرووا (شهرستان موگیلنو)

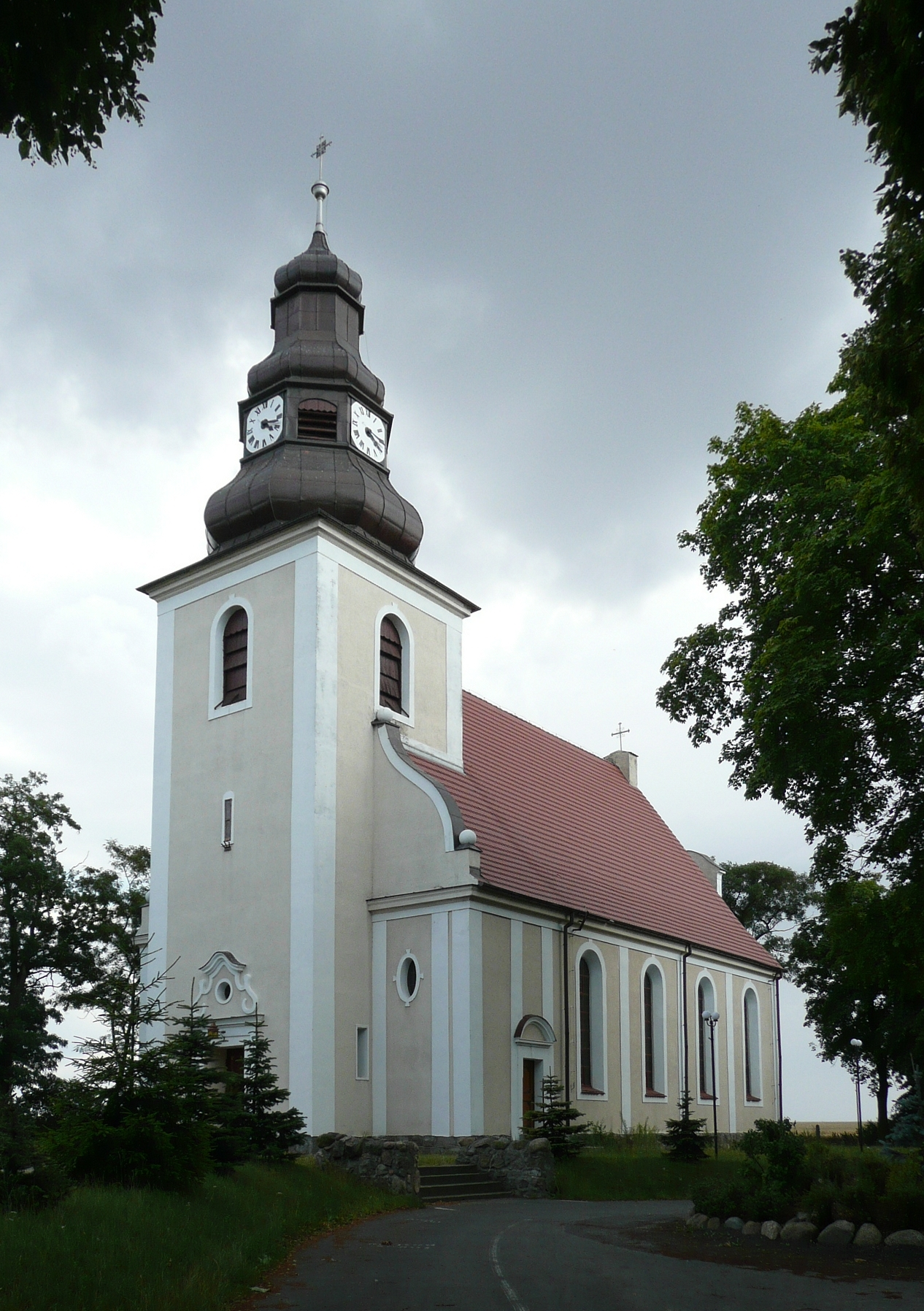
کلیسای سنت آنتونی در دانبرووا

دانبرووا (به لهستانی:  Dąbrowa) یک روستا در لهستان است که در گمینا دانبرووا (استان کویافسکو-پومورسکی) واقع شده‌است. دانبرووا ۱٬۴۵۰ نفر جمعیت دارد.